# Vila (Portugal)
La vila (villa en español) en Portugal es una población de tamaño intermedio entre la aldeia (aldea) y la cidade (ciudad), con una economía en la que los servicios públicos y privados tienen ya una importancia relevante. Son poblaciones a las que se les dio esa categoría sin ser una ciudad y sede de municipio o un importante centro económico, social y cultural.
En Portugal, las vilas tienen entre 1000 y 8000 habitantes, aunque la normativa lusa reconoce que razones de naturaleza histórica, cultural y arquitectónica pueden crear excepciones a esta regla. Actualmente, la creación de nuevas villas está definida por la ley n.º 11/82, de 2 de junio, que establece que una población sólo puede elevarse a villa si tiene:
- Más de 3.000 electores en unidad poblacional continua.
- Contar, por lo menos, con la mitad de los siguientes servicios:
  - Puesto de asistencia médica.
  - Farmacia.
  - Casa del Pueblo, de los Pescadores, de espectáculos, centro cultural u otras colectividades.
  - Transportes públicos colectivos.
  - Estación de CTT.
  - Establecimientos comerciales y de hostelería.
  - Escuela de enseñanza obligatoria.
  - Agencia bancaria.

La citada normativa, además, establece que las vilas pueden ser elevadas a la categoría de cidades (ciudad en español) cuando las mismas revasen los 8000 habitantes y cuenten con algunos servicios tasados en la propia norma.